# Li Wenquan
Li Wenquan (chiń. 李文全 ur. 18 stycznia 1986) – chiński łucznik sportowy. Brązowy medalista olimpijski z Pekinu.
Startował w konkurencji łuków klasycznych. Zawody w 2008 były jego jedynymi igrzyskami olimpijskimi. Po brąz sięgnął w drużynie, tworzyli ją również Xue Haifeng i Jiang Lin.